# Taroniemi
Taroniemi är en ort i Övertorneå kommun i landskapet Lappland i Finland. Taroniemi utgjorde en tätort (finska: taajama) vid folkräkningen 1960, men hade vuxit ihop med tätorten Övertorneå kyrkoby 1970.

## Befolkningsutveckling
| Befolkningsutvecklingen i Taroniemi 1960–1970 | Befolkningsutvecklingen i Taroniemi 1960–1970 | Befolkningsutvecklingen i Taroniemi 1960–1970 | Befolkningsutvecklingen i Taroniemi 1960–1970 | Befolkningsutvecklingen i Taroniemi 1960–1970 |
| --------------------------------------------- | --------------------------------------------- | --------------------------------------------- | --------------------------------------------- | --------------------------------------------- |
|                                               |                                               |                                               |                                               |                                               |
| År                                            |                                               |                                               | Folkmängd                                     | Landareal (km²)                               |
| 1960                                          | 1960                                          |                                               | 400                                           | 1,80                                          |
| Anm.: Ihopvuxen med Övertorneå kyrkoby 1970.  |                                               |                                               |                                               |                                               |